# Milton Keynes (borough)
Milton Keynes – dystrykt o statusie borough i unitary authority w hrabstwie ceremonialnym Buckinghamshire w Anglii. W 2011 roku dystrykt liczył 248 821 mieszkańców.

## Miasta
- Bletchley
- Fenny Stratford
- Milton Keynes
- Newport Pagnell
- Olney
- Stony Stratford
- Woburn Sands
- Wolverton

## Inne miejscowości
Astwood, Bow Brickhill, Bradwell Abbey, Bradwell, Broughton, Calverton, Castlethorpe, Chicheley, Clifton Reynes, Cold Brayfield, Emberton, Filgrave, Gayhurst, Great Linford, Hanslope, Hardmead, Haversham, Lathbury, Lavendon, Little Brickhill, Little Linford, Loughton, Moulsoe, New Bradwell, Newton Blossomville, North Crawley, Ravenstone, Sherington, Stoke Goldington, Tyringham, Wavendon, Weston Underwood, Willen, Woughton.